# 21世紀図書
『21世紀図書』（にじゅういっせいきとしょ）は、2015年9月27日まで岩手朝日テレビで放送されていた子供向け番組である。東北地方を拠点とするパチンコチェーン・21SEIKIグループの単独提供。

## 概要
フリーアナウンサーの佐々木梨沙とIATマスコットキャラクターのゴエティーが岩手県内各地の保育園・幼稚園・子育て支援センターなどを訪れ、子供たちと交流を深める模様を放送していたミニ番組。佐々木は毎回子供たちに将来の夢についてインタビューし、訪問先へ21冊の絵本を寄贈していた。
佐々木とゴエティーは、かつて同局の『ゴエティーニョ!』でも共演していたことがある。

## 放送時間
いずれも日本標準時。日曜午後に夏の高校野球岩手大会実況中継やテレビ朝日・朝日放送・九州朝日放送制作のスポーツ中継などが編成される際には放送時間を変更していた。
- 日曜 13:55 - 14:00 （2013年10月6日 - 2014年3月30日）
- 日曜 15:20 - 15:25 （2014年4月6日以降） - これ以後も、回によっては13:55からの放送になる場合あり。最終回も13:55からの放送だった。